# Sagrada – El misteri de la creació
Sagrada – el misteri de la creació ist ein Dokumentarfilm von Stefan Haupt über den Bau der Kathedrale Sagrada Família in Barcelona.

## Inhalt
Der Film porträtiert den Architekten der Sagrada Família, Antoni Gaudi, sowie zahlreiche Menschen, welche mit dem Bau seiner Basilika beschäftigt sind. Stefan Haupt fragt nach ihren Motiven, ein solches Bauwerk zu planen und umzusetzen, er interessiert sich aber auch für ihr Wissen und ihre Erfahrung. Dazu gehören der Bildhauer Etsuro Sotoo, der Gestalter der Passionsfassade Josep Subirachs, der Chefarchitekt Jordi Bonet oder der Handwerker Jaume Torreguitart.

## Rezeption
„Ein poetischer Dokumentarfilm, der essenzielle Fragen berührt. Eindringlich.“

„Dem Regisseur gelingt ein dichtes Werk, das Fakten mit philosophischen Fragen verbindet. Der Film macht das Mysterium Sagrada fassbar.“

„Der faszinierende Film spart Kritiker nicht aus, die die Kirche als Themenpark verspotten. Doch nimmt das der erhabenen Grösse eines Vorhabens nichts, an dem Regisseur Haupt nicht das Genie des Schöpfers erstaunt. Sondern die Hingabe derjenigen, die das Werk seit über 120 Jahren vollenden.“

## Auszeichnungen
- 2013: Comenius-EduMedia-Award in Kultur und Ästhetik – Special Prize for outstanding performance on cultural history [4]